# رافائيل إغليسياس
رافائيل إغليسياس (بالإسبانية: Rafael Iglesias)‏ (25 مايو 1924 – 1 يناير 1999) هو ملاكم أرجنتيني راحل، مثّل بلاده في الألعاب الأولمبية الصيفية 1948.

## روابط خارجية
- رافائيل إغليسياس على موقع IMDb (الإنجليزية)

رافائيل إغليسياس على موقع بوكس ريك (الإنجليزية) (registration required)
- رافائيل إغليسياس على موقع أوليمبيديا (الإنجليزية)